# Rade Šerbedžija
Rade Šerbedžija (szerbül: Раде Шербеџија, IPA: rǎːde ʃerbědʒija; Bunić, Horvátország, 1946. július 27. –) horvátországi szerb színész, rendező, zenész. Több hollywoodi filmben is játszott, például a Blöffben, a Harry Potter és a Halál ereklyéi 1.-ben vagy az X-Men: Az elsőkben. Ismert szerepe még Dimitrij Gredenko tábornok a 24 című sorozatból.
Általában negatív szerepeket játszik. Egyike a legismertebb és a legkedveltebb jugoszláv színészeknek.

## Életpályája
Bunić faluban született, a Horvát Népköztársaság Lika régiójában. Szülei szerbek voltak, akik a második világháborúban partizánokként harcoltak. Ateistaként nevelkedett. 1969-ben érettségizett a zágrábi egyetemen. A Gavella Dráma Színházban és a Horvát Nemzeti Színházban kezdte karrierjét. Diák korában kezdett főszerepeket játszani különféle filmekben és színdarabokban. Négy verseskötetet és négy albumot adott ki. A Kemal Montenóval együtt készített "Ni u tvome srcu" című balladája díjnyertes lett. Miközben Londonban tartózkodott, Vanessa Redgrave színésznő lakásában élt, és barátságot kötöttek.

## Magánélete
1969-ben házasodott össze Ivanka Cerovaccal. Van egy fiuk, Danilo (1971-) filmrendező és egy lányuk, Lucija (1973-), aki színésznő. 1987-ben elváltak.
1990-ben ismerkedett meg Lenka Udovičkivel, Kori Udovički politikus nővérével. 1991-ben házasodtak össze. Három lányuk született: Nina, Vanja és Mimi. A lányok Londonban nőttek fel, majd Kaliforniába költöztek.
Šerbedžija szülei 1991-ben elhagyták Vinkovcit és Belgrádba menekültek, a horvát függetlenségi háború miatt.
Miközben 1992-ben egy belgrádi klubban tartózkodott, egy részeg fiatalember "szerb árulónak" nevezte a színészt, és a levegőbe lőtt a pisztolyával. A fiatalember likai volt, éppúgy, mint Šerbedžija. Šerbedžija feleségével és akkor egyetlen lányával Ljubljanába költözött. Nosztalgiával gondol Jugoszláviára, és úgy tartja, jobb volt akkoriban.
Házai vannak Londonban, Hollywoodban, Rijekában és Zágrábban. Ideje nagy részét Rijekában tölti, feleségével, Lenkával.

## Filmjei
- Gravitáció (1968)
- Vesztesek és győztesek (1970)
- Várakozás (1970)
- A hegytetőn zöld fenyvesek (1971)
- Önző szerelem (1973)
- Nyilvántartó hivatal (1974)
- Nikola Tesla (1977)
- Az újságíró (1979)
- Majd meglátjuk, ha megérjük (1979)
- Izzás (1979)
- TV teatar (1980-2009)
- Nőrablás (1981)
- A fekete himlő (1982)
- A küklopsz (1983)
- Krízis (1984)
- Szép az élet (1985)
- Putovanje u Vucjak (1986-1987)
- Hanna háborúja (1988)
- Dezertőr (1992)
- Eső előtt (1994)
- Kettős halál (1995)
- A fegyverszünet (1997)
- Az Angyal (1997)
- Prágai duett (1998)
- Joe, az óriásgorilla (1998)
- Nyílt tenger (1998)
- Tágra zárt szemek (1999)
- Mission: Impossible 2. (2000)
- Űrcowboyok (2000)
- Blöff (2000)
- Szerelem és háború (2001)
- A csendes amerikai (2002)
- Futóhomok (2003)
- Kémvadászok (2003)
- Eurotúra (2004)
- A láz (2004)
- Batman: Kezdődik! (2005)
- Irány Nyugat! (2005)
- A köd (2005)
- A mélység fantomja (2005)
- A rég elveszett fiú (2006)
- Tesla (2007)
- Orvlövész (2007)
- 24 (2007)
- Fallen - Letaszítva (2007)
- Seattle öt napja (2007)
- Sz… mint szerelem (2007)
- Szerelmi élet (2007)
- Holdfény (2007)
- A szem (2008)
- Karantén (2008)
- Elsőszámú ellenségem (2008)
- A kód (2009)
- Szex a neten (2009)
- Miami helyszínelők (2009)
- Harry Potter és a Halál ereklyéi 1. (2010)
- 5 nap háború (2011)
- X-Men: Az elsők (2011)
- A lány és a költő (2011)
- A vér és a méz földjén (2011)
- Elrabolva 2. (2012)
- Vörös özvegy (2013)
- A hasonmás (2013)
- Herkules legendája (2014)
- Madárkák (2015)
- Harlan Coben bemutatja: Az ötödik (2016)
- Az ígéret (2016)
- Jobb idők (2017)
- Feketelista (2017-2019)
- Bérgyilkos Mary (2018)
- Strange Angel (2018-2019)
- Válaszcsapás (2020)
- Utolsó befutók (2022-2023)